# Godspeed You! Black Emperor
Godspeed You! Black Emperor er et post-rock-band og musikkollektiv fra Canada.
Deres musik kendetegnes ved lange instrumentale sange, der trækker på elementer fra rock, klassisk, ambient og eksperimentel musik.

## Politik & aktivisme
Meget af Godspeed You! Black Emperors musik beskæftiger sig med politiske emner, heriblandt modstand mod krig, kritik af politisk korruption, klima- og miljøpolitik.
Flere af deres sange, eksempelvis "The Dead Flag Blues" (F♯ A♯ ∞) og "BBF3" (Slow Riot for New Zerø Kanada) indeholder stemmeklip, der er eksplicit politiske.
I et interview med The Guardian i 2012 understreger guitarist og stifter af bandet, Efrim Menuck, der identificerer sig selv som anarkist, at al musik er politisk. "Enten laver du musik, der behager kongen og hans hof, eller du laver musik til de livegne udenfor murene."
I forbindelse med udgivelsen af deres sjette album, Luciferian Towers, tilføjede bandet i en pressemeddelelse en række politiske krav, blandt andet om afskaffelsen af nationale grænser, anerkendelse af sundhed, bolig, mad og vand som en menneskeret, og at eksperterne "der ødelagde denne verden, aldrig må tale igen."
Deres seneste album, No Title as of 13 February 2024 28,340 Dead, henviser i sin titel direkte til antallet af dræbte palæstinensere i Israels krig mod Gaza.

## Medlemmer
Nuværende
- Efrim Menuck – guitar, båndsløjfer, keyboard (1994–2003, 2010–nu)
- Mauro Pezzente – el-bas (1994–2003, 2010–nu)
- Mike Moya – guitar (1994–1998, 2010–nu)
- Thierry Amar – kontrabas, el-bas (1997–2003, 2010–nu)
- David Bryant – guitar, tape loops (1997–2003, 2010–nu)
- Aidan Girt – trommer, slagtøj (1997–2003, 2010–nu)
- Sophie Trudeau – violin (1997–2003, 2010–nu)
- Karl Lemieux – filmprojektion (2010–nu)
- Timothy Herzog – trommer, slagtøj (2012–nu)
- Philippe Léonard – filmprojektion (2015–nu)

Former
- Mark Littlefair – film projektion (1994–2000)
- Thea Pratt – valdhorn (1995–1997)
- Bruce Cawdron – trommer, slagtøj (1997–2003, 2010–2012)
- Norsola Johnson – cello (1997–2003)
- Grayson Walker – harmonika (1997)
- Christophe – violin (1997)
- Roger Tellier-Craig – guitar (1998–2003)
- Fluffy Erskine – filmprojektion (2000–2003)

## Diskografi

### Studiealbum
- 1997: F♯ A♯ ∞
- 2000: Lift Your Skinny Fists Like Antennas to Heaven
- 2002: Yanqui U.X.O.
- 2012: 'Allelujah! Don't Bend! Ascend!
- 2015: Asunder, Sweet and Other Distress
- 2017: Luciferian Towers
- 2021: G_d’s Pee AT STATE’S END!
- 2024: No Title as of 13 February 2024 28,340 Dead

### Ep'er
- 1999: Slow Riot for New Zerø Kanada

### Singler
- 1998: aMAZEzine! 7" (med Fly Pan Am)

### Diverse
Ud over deres ovenstående diskografi udgav Efrim Menuck i 1994 kassettebåndet All Lights Fucked on the Hairy Amp Drooling som et solo-projekt under navnet 'Godspeed You Black Emperor!'. Oplaget begrænsede sig oprindeligt til 33 kopier, men albummet blev i 2022 udgivet til digital download på bandets Bandcamp.

## Fodnoter
1. ↑  Wicked World interview with Agalloch Arkiveret 8. juni 2004 hos  Wayback Machine. Earache.com. Retrieved March 2, 2006.
2. ↑  https://therumpus.net/2014/04/01/the-rumpus-interview-with-efrim-menuck/
3. ↑  https://www.theguardian.com/music/2012/oct/11/godspeed-you-black-emperor-interview
4. ↑  https://faroutmagazine.co.uk/godspeed-you-black-emperor-to-release-new-album/
5. ↑  https://godspeedyoublackemperor.bandcamp.com/album/all-lights-fucked-on-the-hairy-amp-drooling

| Musikgruppe | Spire Denne artikel om en musikgruppe er en spire som bør udbygges. Du er velkommen til at hjælpe Wikipedia ved at udvide den. |